# Tsonga shangaan
Los tsonga shangaan, con frecuencia llamados simplemente shangaan o shangana, son un grupo de la etnia tonga, de origen nguni. De los cerca de 6 millones de tonga, alrededor de 1,5 millones son shangaan. En Sudáfrica se acostumbra llamar tonga a los shangaan, lo cual en ocasiones puede causar confusión.
Los shangaan son los descendientes de los pueblos del Imperio de Gaza, creado por Soshangane (un líder zulú) en la región de Transvaal norte durante la década de 1830. Los shangaan trazan sus antepasados tanto a los habitantes originarios de la región y subyugados por los zulúes, como a los conquistadores mismos.
El Imperio Gaza, durante su apogeo en la década de 1860, se extendió por regiones que ahora forman parte del sureste de Zimbabue, sur de Mozambique, y norte de Sudáfrica. La caída del Imperio Gaza se precipitó cuando su último emperador, Ngungunhane, nieto de Soshangane, fue hecho prisionero por los portugueses el 28 de diciembre de 1895 en Mandlakazi (hoy en día situada en la provincia de Gaza en Mozambique).
La lengua hablada por los shangaan es el xitsonga (pronunciado 'chitsonga'), idioma que comparten junto con otros grupos tonga. Esta lengua también es a veces llamada según el subgrupo étnico que la habla como thonga, tonga, shangana, y shangaan.
A los shangaan de Sudáfrica durante la implementación de las políticas de 'desarrollo separado' del régimen del apartheid, el gobierno les otorgó su propio bantustán, Gazankulu,  para que se autogobernasen dentro del mismo.